# Гнифке, Эрих
Э́рих Ва́льтер Гни́фке (нем. Erich Walter Gniffke; 14 февраля 1895, Эльбинг — 4 сентября 1964, Бад-Киссинген) — немецкий политик, член СДПГ и СЕПГ. Участник движения Сопротивления.

## Биография
Гнифке получил торговое образование и с 1920 года работал прокуристом, затем в 1926 году стал совладельцем экспортного предприятия. В 1913 году вступил в СДПГ, в 1926 году был избран секретарём Всеобщего свободного союза служащих в Брауншвейге. Состоял в Рейхсбаннере, был руководителем организации в Восточной Пруссии. После прихода к власти национал-социалистов активно участвовал в социал-демократическом антифашистском сопротивлении, в 1938 и 1939 годах подвергался арестам.
В 1945 году Гнифке стал одним из соучредителей восстановленной СДПГ в Берлине в Советской зоне оккупации, поддержал объединение СДПГ с КПГ. Вошёл в состав секретариата ЦК СЕПГ. Гнифке считал необходимым добиться определённой политической независимости в отношениях с СССР и вскоре был причислен к оппозиционным кругам. В марте 1948 года лишился властных полномочий, был назначен на исключительно представительскую должность председателя Немецкого народного совета. Получив предложение написать статью для изданий СЕПГ о вводе советской практики самокритики Гнифке предпочёл покинуть Советскую зону оккупации 28 октября 1948 года. В Западной Германии вновь вступил в СДПГ, возглавлял партийную организацию в городе Дауне. Вальтер Ульбрихт назвал Гнифке впоследствии «классовым врагом».

## Сочинения
- Der SED-Funktionär. Berlin 1947
- Jahre mit Ulbricht. Verlag Wissenschaft und Politik, Köln 1966